# Oeuvre van Igor Stravinsky
Dit is een lijst van composities van Igor Stravinsky

## A. Eigen composities

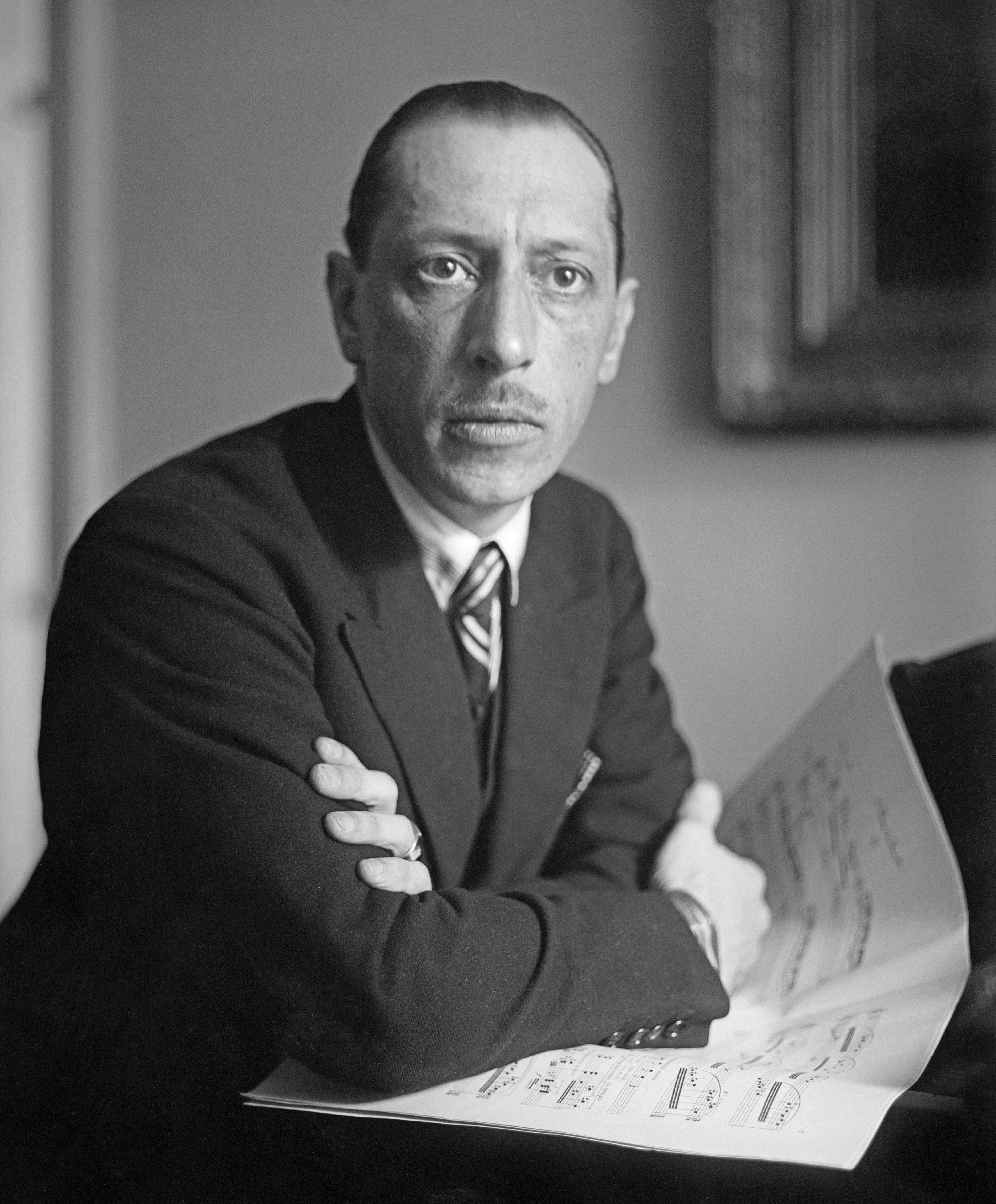
Igor Stravinsky

1. Tarantella (niet gepubliceerd), 1898
2. Stormwolk (Tucha)(niet gepubliceerd), 1902
3. Scherzo, 1902
4. Pianosonate in fis, 1903-1904
5. Cantata (niet gepubliceerd), 1904
6. De paddestoelen trekken ten strijde (Kak gribï na voynu sobiralis)(niet gepubliceerd), 1904
7. Dirigent en Tarantula (Konduktor i tarantul)(niet gepubliceerd), 1906
8. Le Faune et la Bergère (Favn i patushka), 1906
  1. transcriptie voor stem en piano
9. Symfonie in Es, 1905-1907
  1. herzien (1914) na de première in 1908; volgende uitvoeringen cf. deze versie
10. Pastorale, 1907
  1. versie voor sopraan, hobo, Engelse hoorn, klarinet en fagot (1923)
  2. versie voor viool en piano (samen met Samuel Dushkin; verlengde versie), 1933
  3. versie voor viool, hobo, Engelse hoorn, klarinet en fagot (verlengde versie), 1933
11. Deux mélodies, 1907-1908
12. Scherzo fantastique, 1907-1908
  1. revisie 1930
13. Feu d'artifice, 1908
14. Chant funèbre (Pogrebal'naya pesn), 1908
15. Vier études voor piano, 1908
16. L'Oiseau de Feu (Zhar'ptitsa), 1909-1910
  1. transcriptie voor piano van het volledige werk, 1911
  2. Eerste concertsuite, 1911
  3. Berceuse, 1912
  4. Tweede concertsuite, 1919
  5. Derde concertsuite, 1945
  6. transcriptie van Prélude en Ronde des Princesses voor viool en piano, 1929
  7. transcriptie van Berceuse voor viool en piano, 1929
  8. tweede transcriptie van Berceuse voor viool en piano (samen met Samuel Dushkin), 1933
  9. Scherzo voor viool en piano (samen met Samuel Dushkin), 1933
  10. Summer Moon, tekst van John Klenner op het thema van de Khorovod van de Prinsessen, 1946
  11. Canon on a Russian Popular Tune, 1965
17. Deux poèmes de Paul Verlaine, 1910
  1. instrumentatie voor bariton en orkest, 1951
18. Petroesjka, 1910-1911
  1. gereviseerde versie, 1946-1947
  2. transcriptie voor piano: Trois Mouvements de Petrouchka, 1921
  3. transcriptie voor 2 piano's, 1924
  4. Russische dans voor viool en piano (samen met Samuel Dushkin), 1932
19. Deux poésies de Konstantin Balmont, 1911
  1. revisie 1947
  2. revisie 1967
  3. Instrumentatie voor hoge stem en kamerorkest, 1954
20. Zvezdoliki (Le Roi des Étoiles), 1911-1912
21. Le Sacre du printemps (Vesna svyashchennaya), 1911-1913
  1. transcriptie voor piano quatre mains, 1911-1912
  2. nieuwe instrumentatie Dance sacrale, 1943
22. Trois Poésies de la Lyrique Japonaise, 1912-1913
23. Trois petites chansons – Souvenir de mon enfance, 1913
  1. Orkestratie voor stem en klein orkest, 1929-1930
24. Le Rossignol (Solovey), 1908-1909 en 1913-1914
  1. gereviseerde versie, 1962
25. Trois pièces voor strijkkwartet, 1914
  1. revisie 1918
  2. pianoduet, 1914
  3. als delen 1 t/m 3 van de Quatre études pour orchestre  1914-1918
26. Pribaoutki, 1914
  1. transcriptie voor stem en piano
27. Valse des fleurs voor twee piano's (niet gepubliceerd)
28. Trois pièces faciles voor piano duet, 1914-1915
  1. transcriptie van de Polka voor cimbalom
  2. manuscriptversie van de Mars voor 12 instrumenten, 1915 (niet gepubliceerd)
  3. Mars, Wals en Polka georkestreerd als onderdeel van de Suite nr. 2 voor kamerorkest
29. Souvenir d'une marche boche, 1915
30. Berceuses du chat, 1915-1916
31. Renard (Baika), 1915-1916
  1. transcriptie van de Mars voor piano
32. Vier Russische boerenliederen, 1914-1917
  1. nieuwe versie voor vrouwenstemmen en 4 hoorns, 1954
33. Valse pour les enfants, 1917
34. Trois histoires pour enfants (Tri Detskiye pesenki), 1915-1917
  1. Tilimbom voor stem en orkest, 1923
  2. herinstrumentatie van liede 1 en 2 voor fluit, harp en gitaar, 1954
35. Cinq pièces faciles voor piano duet, 1916-1917
  1. transcriptie van Andante, Española, Balalaika en Napolitana voor de Suite nr. 1, 1917-1925
  2. transcriptie van Galop in Suite nr. 2, 1921
36. Canons voor twee hoorns, 1917
37. Pour Picasso, 1917
38. Les Noces, schetsen uit 1914
  1. orkestratie van alle 4 de tableaus, 1917
  2. orkestratie van de 2 eerste tableaus, 1919
  3. definitieve versie, 1923
39. Le Chant du Rossignol, 1917
  1. transcriptie van het volledige werk voor piano
  2. transcriptie van het Lied van de Nachtegaal en Chinese Mars voor viool en piano (samen met Samuel Dushkin), 1932
40. Etude voor pianola, 1917
  1. als Madrid als 4e deel in Quatre études pour orchestre, 1918-1928
  2. transcriptie van Madrid voor 2 piano's
41. Berceuse, 1917
  1. transcriptie voor piano
42. Duet voor 2 fagotten (ook getiteld als Lied ohne Nahme)(niet gepubliceerd), 1918
43. Histoire du Soldat, 1918
  1. transcriptie van het volledige werk voor piano
  2. Concertsuite, 1920
  3. Suite voor viool, klarinet en piano, 1919
44. Rag-Time, 1918
  1. transcriptie voor piano, 1919
45. Drie stukken voor klarinet solo, 1919
46. Quatre chants russes, 1918-1919
  1. liederen 1 en 4 als deel van Four Songs, 1955
47. Piano-Rag-Music
48. Pulcinella, 1919-1920
  1. revisie 1965
  2. transcriptie van het volledige werk voor piano
  3. Concertsuite, 1922
  4. Suite, transcriptie voor viool en piano, 1925
  5. Suite Italienne, transcriptie voor cello en piano (samen met Gregor Pjatigorski), 1932
  6. Suite Italienne, transcriptie voor viool en piano (samen met Samuel Dushkin), 1933
49. Concertino voor strijkkwartet, 1920
  1. transcriptie voor piano duet, 1920 (?)
  2. transcriptie voor 12 instrumenten, 1952
50. Symphonies d'instruments à vent, 1920
  1. gereviseerde versie, 1947
  2. Fragment voor piano solo
51. Suite nr. 2
52. Les cinq doigts, 1920-1921
  1. orkestratie van het laatste deel (Pesante), 1961
  2. orkestratie van de 8 delen als Eight instrumental miniatures, 1962
53. Eight instrumental miniatures
54. Mavra, 1921-1922
  1. revisie 1947
  2. transcriptie van de Ouverture voor piano solo
  3. transcriptie van Parasha's aria voor sopraan en klein orkest, 1922-1923
  4. transcriptie van Parasha's aria voor stem en piano, 1921-1922
  5. transcriptie van Chanson Russe voor viool en piano (samen met Samuel Dushkin), 1937
  6. transcriptie van Chanson Russe voor cello en piano (samen met D. Markevitch)
55. Octet, 1922-1923
  1. gereviseerde versie, 1952
56. Concert voor piano en blaasinstrumenten, 1923-1924
  1. gereviseerde versie, 1950
  2. transcriptie voor 2 piano's
57. Sonate voor piano, 1924
58. Serenade in A voor piano, 1925
59. Suite nr. 1, transcriptie van de eerste 4 delen van Cinq pieces faciles voor pianoduet
60. Pater Noster (Otche Nash'), 1926
  1. nieuwe versie op Latijnse tekst, 1949
61. Oedipus Rex, 1926-1927
  1. nieuwe versie, 1948
62. Apollo (voorheen Apollon Musagète), 1927-1928
  1. transcriptie van het volledige werk voor piano
  2. gereviseerde versie, 1947
63. Le Baiser de la Fée, 1928
  1. transcriptie van het volledige werk voor piano
  2. gereviseerde versie, 1950
  3. Divertimento, 1931 (transcripties uit Le Baiser de la Fee)
  4. Divertimento, symfonische suite voor orkest, herziene versie 1949
  5. transcriptie van de Ballade voor viool en piano (samen met Samuel Dushkin), 1934
  6. transcriptie van de Ballade voor viool en piano (samen met Jeanne Gautier), 1947
64. Quatre études pour orchestre, 1918-1928
65. Capriccio, 1928-1929
  1. gereviseerde versie, 1949
  2. transcriptie voor 2 piano's
66. Psalmensymfonie, 1930
  1. gereviseerde versie, 1948
67. Concert voor viool en orkest in D, 1931
68. Duo concertante voor viool en piano, 1931-1932
69. Credo (Simbol'vyeri), 1932
  1. nieuwe versie op Latijnse tekst, 1949
  2. nieuwe versie met Slavische tekst, 1964
70. Persephone
  1. gereviseerde versie, 1949
71. Ave Maria (Bogoroditse D'vo), 1934
  1. nieuwe versie op Latijnse tekst, 1949
72. Concert voor twee piano's, 1931-1935
73. Jeu de Cartes, 1936
  1. transcriptie van het volledige werk voor piano
74. Preludium (niet gepubliceerd), 1936-1937
  1. arrangement, 1953 (gepubliceerd)
  2. transcriptie voor piano
75. Petit Ramusianum Harmonique, 1937
76. Concerto in Es 'Dumbarton Oaks', 1937-1938
  1. transcriptie voor 2 piano's
77. Symfonie in C, 1938-1940
78. Tango, 1940
  1. Eerste instrumentatie, 1941
  2. Tweede instrumentatie, 1953
  3. transcriptie voor viool en piano (door Samuel Dushkin)
79. Danses Concertantes, 1941-1942
  1. transcriptie voor 2 piano's
80. Circus Polka, 1942
  1. transcriptie voor piano
81. Four Norwegian Moods, 1942
82. Ode, 1943
83. Sonata voor twee piano's, 1944
84. Babel, 1944
85. Scherzo à la Russe voor jazz ensemble, 1944
  1. transcriptie voor 2 piano's
  2. symfonische versie, 1945
86. Scènes de Ballet, 1944
87. Élégie, 1944
88. Symfonie in drie delen, 1942-1945
89. Ebony Concerto, 1945
90. Concert in D (Basler Concerto), 1946
  1. gereviseerde versie, 1946
91. Petit Canon pour la fête de Nadine Boulanger voor 2 tenoren (niet gepubliceerd), 1947
92. Little Canon (niet gepubliceerd), 1947
93. Orpheus, 1947
94. Mass, 1944-1947
95. The Rake's Progress, 1948-1951
  1. transcriptie van de Lullaby voor sopraan- en altblokfluit, 1960
96. Cantata, 1951-1952
97. Septet, 1954-1953
  1. transcriptie voor 2 piano's
98. Three Songs from William Shakespeare, 1953
99. In Memoriam Dylan Thomas, 1954
100. Greeting Prelude, 1955
101. Canticum Sacrum ad Honorem Sancti Marci Nominis, 1955
102. Agon, 1953-1957
103. Threni, id est Lamentationes Jeremiae Prophetae, 1957-1958
104. Movements, 1958-1959
105. Epitaphium, 1959
106. Double Canon, 1959
107. A Sermon, a Narrative and a Prayer, 1960-1961
108. Anthem. The dove descending breaks the air, 1962
109. The Flood, 1961-1962
110. Abraham and Isaac, 1962-1963
111. Elegy for J.F.K., 1964
  1. transcriptie voor mezzo-sopraan
112. Fanfare for a New Theatre, 1964
113. Variations, 1963-1964
114. Introitus, 1965
115. Canon for Concert Introduction or Encore, 1965
116. Requiem Canticles, 1965-1966
117. The Owl and the Pussycat, 1965-1966
118. Twee schetsen voor een pianosonate, 1966-1971

## B. Alle bewerkingen en transcripties van werken van andere componisten
- I. Kobold van Edvard Grieg (niet gepubliceerd), 1909
- II. Nocturne in As en Valse Brillante in Es van Frédéric Chopin, 1909
- III. Twee Mephistophelesliederen:
  - i. Aus Goethes Faust (opus 75/3) van Ludwig van Beethoven
  - ii. Mephistopheles' lied in Auerbachs kelder van Modest Moessorgski, 1910
- IV. Chovansjtsjina (delen) van Modest Moessorgski, 1913
- V. Lied van de Wolgaslepers, 'Hymne à la Nouvelle Russie' , 1917
- VI. Proloog uit Boris Godoenov van Modest Moessorgski (niet gepubliceerd), 1918
- VII. La Marseillaise (niet gepubliceerd), 1919
- VIII. Drie delen uit de De Schone Slaapster van Pjotr Iljitsj Tsjaikovski:
  - i. Variation d'Aurore (Acte II) (niet gepubliceerd), 1921
  - ii. Entr'acte symphonique (voorafgaand aan de finale van Acte II) (niet gepubliceerd), 1921
  - iii. Bluebird Pas-de-Deux, 1941
- IX. The Star-Spangled Banner, 1941
- X. Chorale Variations on 'Vom Himmel hoch da komm ich her' van Johann Sebastian Bach, 1955-1956
- XI. Tres Sacrae Cantiones van Carlo Gesualdo, 1957-1959
  - i. Da pacem Domine (nr. 6 uit Sacrarum cantionum liber secundus)
  - ii. Assumpta est Maria (nr. 4 uit Sacrarum cantionum liber secundus)
  - iii. Illumina nos (nr. 10 uit Sacrarum cantionum liber secundus)
- XII. Momentum pro Gesualdo di Venosa ad CD annum, instrumentale toevoeging naar eigen inzichten van verloren gegane  stemmen van drie madrigalen van Carlo Gesualdo, 1960:
  - i. Asciugate i begli occho (14e madrigaal uit het Libro quinto)
  - ii. Ma tu, cagion di quella (18e madrigaal uit het Libro quinto)
  - iii. Beltà poi che t'assenti (2e madrigaal uit het Libro sesto)
- XIII. Canzonetta, opus 62a van Jean Sibelius, 1963
- XIV. Two Sacred Songs uit het Spanisches Liederbuch van Hugo Wolf, 1968:
  - i. Herr, was trägst der Boden hier
  - ii. Wunden trägst du mein Geliebter